# Бокиевец, Владимир Архипович
Владимир Архипович Бокиевец (1924—1993) — бригадир грузчиков Владивостокского морского торгового порта Министерства морского флота СССР. Герой Социалистического Труда (1960).

## Биография
Родился 14 августа 1924 года во Владивостоке. По национальности русский.
В 1941 году, сразу после окончания школы, начал трудовую деятельность — работал матросом на судах Главамуррыбпрома. В 1942 году, по достижении 18 лет, был призван в ВМФ СССР, где служил до 1951 года.
Демобилизовавшись, в августе 1951 года устроился на работу во Владивостокский морской торговый порт (ВМТП), где вначале работал на судах портофлота. Затем стал грузчиком в бригаде известного в городе передовика производства Ивана Тимощука, через 2 года сменил Тимощука во главе бригады. Под руководством Бокиевца члены бригады научились рассчитывать свой рабочий день по минутам, не допускали срывов, перебоев, остановок, а плановые задания перевыполнялись ими в 1,5-2 раза. Кроме того, Бокиевец организовал в бригаде профессиональную учёбу, добиваясь того, чтобы каждый из его подчинённых овладел смежными профессиями. Усилия бригадира не прошли даром — в 1959 году его коллектив одним из первых в СССР получил почётное звание «Коллектив коммунистического труда».
В 1960 году В. А. Бокиевца приняли в члены КПСС.
Указом Президиума Верховного Совета СССР от 3 августа 1960 года за выдающиеся успехи, достигнутые в деле развития морского транспорта, Бокиевцу Владимиру Архиповичу присвоено звание Героя Социалистического Труда с вручением ордена Ленина и золотой медали «Серп и Молот».
В марте 1987 года вышел на пенсию. Последние годы жизни провёл во Владивостоке.
Избирался членом пленума Владивостокского горкома КПСС, депутатом Владивостокского городского совета, членом ЦК профсоюза рабочих морского и речного флота, членом президиума баскомфлота.
Умер 3 мая 1993 года.
Похоронен на Морском кладбище Владивостока

## Награды
- Герой Социалистического Труда (03.08.1960)
- орден Ленина (03.08.1960)
- орден Отечественной войны 2-й степени (11.03.1985)
- медали СССР
- Почётный работник морского флота